# Патрік Карлгрен
Патрік Карлгрен (швед. Patrik Carlgren, нар. 8 січня 1992, Фалун) — шведський футболіст, воротар французького клубу «Нант».

## Клубна кар'єра
Вихованець академії клубу «Самунлсдалс».
У дорослому футболі дебютував 2010 року виступами за команду «Фалу», де провів три сезони у нижчих лігах Швеції, взявши участь у 26 матчах чемпіонату.
Своєю грою за цю команду привернув увагу представників тренерського штабу клубу «Браге» з Бурленге, до складу якого приєднався 2012 року. 9 червня 2012 року в матчі проти «Умео» Патрік дебютував у Супереттан. У другому сезоні він завоював місце в основі команди.
Влітку 2013 року перейшов у АІК. У першому сезоні Карлгрен не зміг виграти конкуренцію і не з'явився на полі жодного разу. 8 травня 2014 року в матчі проти «Гальмстада» Карлгрен дебютував у Аллсвенскан лізі. Відтоді встиг відіграти за команду з Стокгольма 55 матчів в національному чемпіонаті.
Влітку 2024 року Карлгрен як вільний агент перейшов до французького «Нанта».

## Виступи за збірні
Протягом 2013—2015 років залучався до складу молодіжної збірної Швеції. На молодіжному рівні зіграв у 18 офіційних матчах, пропустив 24 голи. У 2015 році в складі молодіжної збірної Швеції Карлгрен виграв молодіжний чемпіонат Європи у Чехії, зігравши в усіх п'яти матчах.
10 січня 2016 року дебютував в офіційних іграх у складі національної збірної Швеції в товариському матчі проти збірної Фінляндії (3:0). 
У складі збірної був учасником чемпіонату Європи 2016 року у Франції.
Наразі провів у формі головної команди країни 1 матч.

## Досягнення
Міжнародні
 Швеція (U-21)
- Молодіжний чемпіонат Європи: 2015
- Володар Кубка Данії (1):

«Раннерс»: 2020-21